# Kevin de Glendalough
Kevin de Glendalough (vers 498 - † 3 juin 618) (en irlandais : Cóemgen mac Cóemloga)  est un saint catholique et orthodoxe qui était l'abbé de Glendalough dans les montagnes de Wicklow, en Irlande. 
Sa légende est peu fiable, car il nous reste très peu de témoignages contemporains pour la vérifier. Elle dit qu'il descendait d'une lignée royale et qu'on lui donna le nom de Kevin, qui signifie « juste engendré », « bien engendré » ou « de noble naissance ».
Il fut instruit par le Gallois saint Pétroc de Bodmin qui résida un temps en Irlande. Il vécut à Disert-Coemgen pendant un temps et plus tard il établit une église à Glendalough. Ce lieu devint un centre monastique qui essaima et qui fut à l'origine de plusieurs autres monastères.
Par la suite, Glendalough, avec ses sept églises, est devenu l'un des principaux pèlerinages d'Irlande. On montre à Glendalough, dans la paroi de la falaise qui domine le lac, l'étroite cavité où il avait l'habitude de se retirer pour prier. 
Dans l'Église catholique romaine et dans l'Église orthodoxe, son jour de fête est le 3 juin.
Il est présenté comme un protecteur des animaux. Saint Kevin est également le patron de la ville de Dublin.

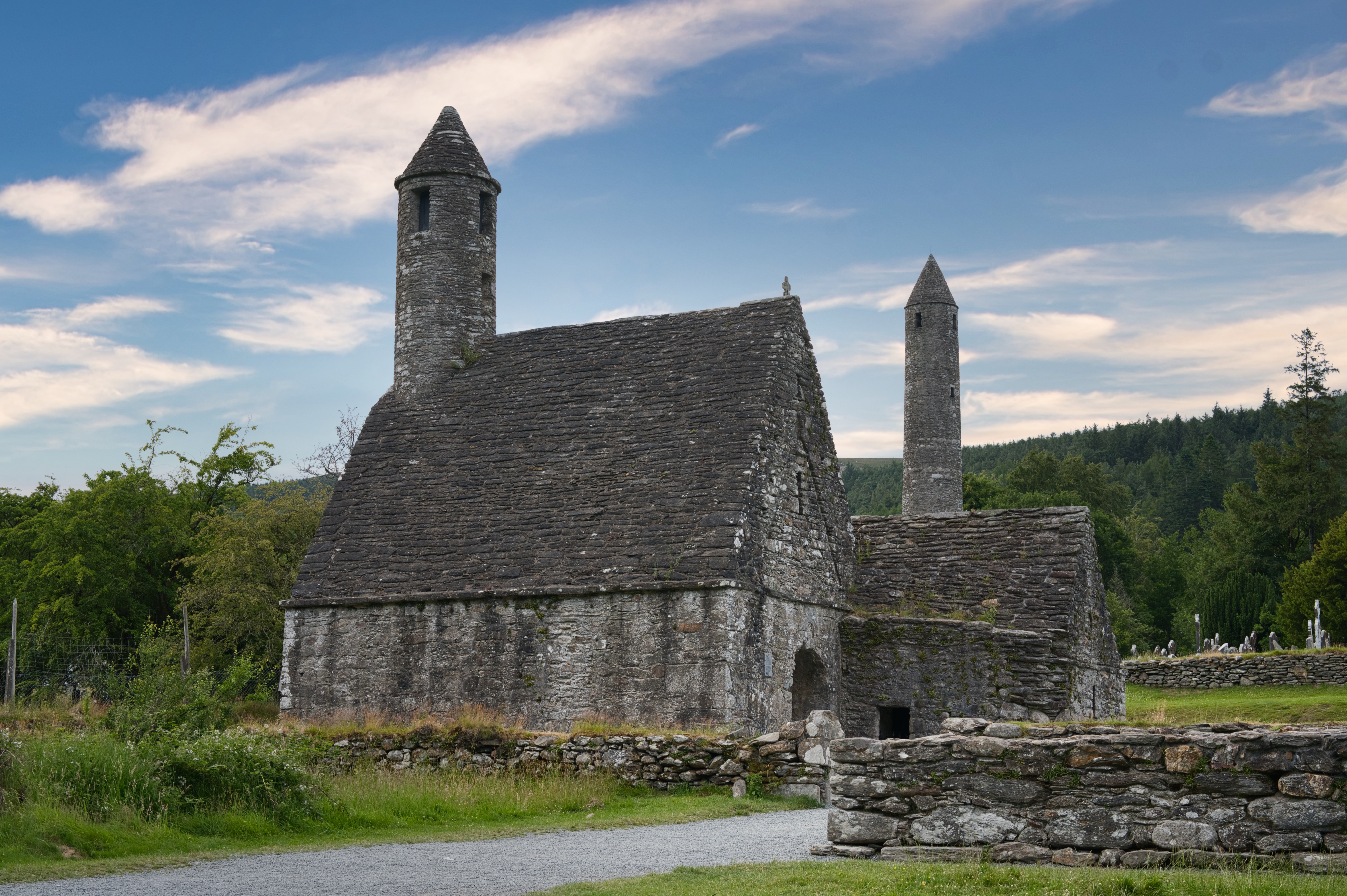
Chapelle de Saint Kevin à Glendalough.